# Amaurosis congénita de Leber
La amaurosis congénita de Leber (LCA) es una enfermedad de la retina (retinopatía) de origen genético, caracterizada por un grave déficit visual en los niños desde los primeros meses de vida. Se produce una pérdida grave tanto de bastones como de conos en toda la retina desde el nacimiento. Supone entre el 10-18 % de los casos de ceguera congénita y su incidencia es de 1 de cada 35 000 nacidos vivos. No debe confundirse con la Neuropatía óptica hereditaria de Leber que es otra enfermedad diferente, aunque ambas fueron descritas por el oftalmólogo Theodor Leber en el siglo XIX.

## Epidemiología
La prevalencia de la amaurosis congénita de Leber es de 1/50.000 a 1/33.000 nacidos vivos y representa el 5% de todas las distrofias de retina y el 20% de la ceguera en niños en edad escolar.

## Características
Se caracteriza por su gran heterogeneidad tanto clínica como genética, aunque su patrón de herencia es generalmente autosómico recesivo, se han descrito casos con herencia autosómica dominante. Contando con el primer tipo definido genéticamente, LCA1, la clasificación genética OMIM reconoce actualmente 18 tipos de LCA:
| Tipo  | OMIM   | Gen     | Locus        |
| LCA1  | 204000 | GUCY2D, | 17p13.1      |
| LCA2  | 204100 | RPE65   | 1p31.3-p31.2 |
| LCA3  | 609868 | SPATA7  | 14q31.3      |
| LCA4  | 604393 | AIPL1   | 17p13.2      |
| LCA5  | 604537 | LCA5    | 6q14.1       |
| LCA6  | 605446 | RPGRIP1 | 14q11.2      |
| LCA7  | 602225 | CRX     | 19q13.3      |
| LCA8  | 604210 | CRB1    | 1q31-q32.1   |
| LCA9  | 608553 | NMNAT1  | 1p36.22      |
| LCA10 | 610142 | CEP290  | 12q21.32     |
| LCA11 | 146690 | IMPDH1  | 7q32.1       |
| LCA12 | 180040 | RD3     | 7q32.1       |
| LCA13 | 608830 | RDH12   | 1q32.3       |
| LCA14 | 604863 | LRAT    | 14q24.1      |
| LCA15 | 602280 | TULP1   | 4q31         |
| LCA16 | 603208 | KCNJ13  | 2q37         |
| LCA17 | 601147 | GDF6    | 8q22         |
| LCA18 | 179605 | PRPH2   | 6p21         |

Todos estos genes se expresan preferentemente en la retina o el epitelio pigmentario de la retina.

## Tratamiento
Científicos de la Universidad de Pensilvania descubrieron que inoculando un virus modificado detrás de la retina de niños que padecían amaurosis de Leber de tipo LCA 2, lograban mejorar la visión incorporando el gen faltante RPE65 a través de un adenovirus que actúa como vector. En 2018 la FDA de Estados Unidos aprobó el empleo del medicamento voretigene neparvovec para tratar la enfermedad.